# جيمس أ. برلين
جيمس أ. برلين (بالإنجليزية: James A. Berlin)‏ هو أكاديمي أمريكي، ولد في 7 يناير 1942، وتوفي في 2 فبراير 1994.